# Aleksiej Samojlenko
Aleksiej Samojlenko (ur. 23 czerwca 1985 roku) – rosyjski siatkarz, grający na pozycji środkowego.

## Sukcesy klubowe
Mistrzostwo Rosji:
- 2008, 2018
- 2013, 2019, 2020
- 2010, 2017

Puchar Rosji:
- 2008, 2017, 2018, 2019

Superpuchar Rosji:
- 2008, 2009, 2017, 2018

Liga Mistrzów:
- 2018
- 2010, 2019

Puchar Challenge:
- 2013

Klubowe Mistrzostwa Świata:
- 2017
- 2019

Superpuchar Grecji:
- 2024[1]

## Nagrody indywidualne
- 2017: Najlepszy środkowy Klubowych Mistrzostw Świata